# Xã Maple Grove, Quận Becker, Minnesota
Xã Maple Grove (tiếng Anh: Maple Grove Township) là một xã thuộc quận Becker, tiểu bang Minnesota, Hoa Kỳ. Năm 2010, dân số của xã này là 455 người.